# 沼澤鐵
沼澤鐵是不純的鐵在沼澤或濕地的溶液，受到化學或生化氧化而淤積。一般情況下，沼澤礦石的主要成分包括氫氧化鐵，通常是針鐵礦（FeO(OH)）。
含鐵的地下水通常會隨著泉水湧出。這些鐵遇到表面的氧化環境會成為氫氧化鐵。沼澤礦經常結合針鐵礦、磁鐵礦和孔洞或染色的石英。氧化可能經由鐵細菌的酶促反應發生。還不清楚是否磁鐵礦第一次接觸氧氣促成氧化，然後氧化成為三價的鐵（三氧化二鐵），還是三價的鐵曝露在缺氧的環境中，被埋在下面的沉積物表面，並且提升到表面再被氧化。
沼澤礦製成的鐵經常包含殘餘的矽酸鹽，可以形成阻止生鏽的玻璃狀塗層。

## 歐洲和北方
沼澤鐵被發現在前羅馬鐵器時代，和大多數維京時代從沼澤鐵冶煉的鐵。在北歐和東北歐的沼澤鐵是在冰河期結束後，在冰期後的平原創造出來的。在俄羅斯，當烏拉山脈的高級礦石能夠被使用以前，在16世紀以前，沼澤鐵礦石是鐵的主要來源。
溪流帶來在附近山上溶解的鐵。在沼澤，鐵經由兩種過程被集中。沼澤是低氧溶解度的酸性環境，在沼澤的酸性環境中，化學反應讓不溶性的鐵化合物沉澱出來。但更重要的是，生長在沼澤地面下的厭氧細菌（「披毛菌屬」和「纖毛菌屬」），將鐵集中是其生命流程的一部分……，可以在沼澤留下的水表面上檢測到油性薄膜的彩虹，這是沼澤鐵的另一個跡象。在冰島，這層膜被稱為jarnbrák（鐵油膜）。當沼澤的一層泥炭土被草皮刀切除和回收時，可以發現後收穫碗豆大小的沼澤鐵金屬核球。雖然鐵核球的純度不高，然而它們是一種可以再生的資源。每個世代都可以在相同的沼澤中重新收穫。

## 殖民地的北美洲
沼澤鐵廣泛的存在殖民地的北美洲。維吉尼亞州早在1608年就開始挖掘，在1619年，在維吉尼亞州的切斯特菲爾德郡設立了落溪煉鐵廠，它是北美地區第一個設置高爐煉鐵的機構。在麻薩諸塞州馬薩柏格湖規劃為沼澤鐵尋找出口通路 ；索格斯鐵工程國家歷史遺址是1646年至1668年間在麻薩諸塞州索格斯河營運的場址。
這個場所包含一個博物館和幾棟重要的建築物，索格斯煉鐵廠成功的帶領探礦人進入沼澤礦周圍的鄉村，很快的耗損該區域天然的沼澤鐵。 在1658年，它們買下了涵蓋現在康科特、阿克頓、薩德伯裡1,600英畝（6.5平方）的土地，在康科特，沿著阿薩伯特河的水壩、池塘、水道建立了龐大的生產設施和火爐。但是，那裏的沼澤鐵在1694年已經耗盡，這片土地就被賣做耕地。
在紐澤西，沼澤礦石在中央和南部的紐澤西被開採和冶煉，用來製造工具和鐵軌（其中許多依然在特倫頓和卡姆登被很好的使用著），並有天然的抗銹能力。在美國革命期間，這些鐵被殖民地的部隊用來製作加農砲的砲彈。
在馬里蘭州東岸也有發現沼澤鐵，當初的冶煉操作區是現在的國家歷史遺址，就在斯諾希爾商業區的附近，稱為爐鎮，也依據鄰近的小灣稱為納薩旺戈高爐（Nassawango Iron Furnace）。這個爐的商業運轉從1825年至1850年。

## 外部連結
- ASME PDF file with detailed reconstruction drawings of the furnace and surroundings.
- Nassawango Furnace （页面存档备份，存于） at the Maryland Historic Trust.
- . . 1879.